# Liste der Monuments historiques in Hinckange
Die Liste der Monuments historiques in Hinckange führt die Monuments historiques in der französischen Gemeinde Hinckange auf.

## Liste der Objekte
| Bezeichnung                 | Beschreibung | Standort                      | Kennzeichnung | Schutzstatus   | Datum     | Bild |
| --------------------------- | --- | ----------------------------- | ------------- | -------------- | --------- | ---- |
| Skulptur Heiliger Clemens   | Eichenholz, farbig gefasst, 18. Jahrhundert                                                                          | in der Kirche St-Lucie (Lage) | PM57000794    | Inscrit        | 1982      |      |
| Skulptur Heiliger Sebastian | Eichenholz, farbig gefasst, 18. Jahrhundert                                                                          | in der Kirche St-Lucie (Lage) | PM57000793    | Inscrit        | 1982      |      |
| Orgel                       | Ensemble aus PM57000099 und PM57000731                                                                               | in der Kirche St-Lucie (Lage) | PM57000730    | Classé Inscrit | 1982 2005 |      |
| Orgelprospekt               | 1772 von Joseph Dupont für die Abtei Gorze gebaut; 1883 in Hinckange aufgestellt                                     | in der Kirche St-Lucie (Lage) | PM57000099    | Classé         | 1982      |      |
| Instrumentalteil der Orgel  | 1772 von Joseph Dupont für die Abtei Gorze gebaut; 1883 in Hinckange aufgestellt und durch Dalstein-Hærpfer umgebaut | in der Kirche St-Lucie (Lage) | PM57000731    | Inscrit        | 2005      |      |